# Шаталов, Сергей Дмитриевич
Серге́й Дми́триевич Шата́лов (род. 2 января 1950, Псков, СССР) — российский государственный деятель, экономист. Действительный государственный советник Российской Федерации 1 класса.

## Биография
В 1967 году окончил школу-интернат № 45 при ЛГУ. Затем окончил Ленинградский государственный университет по специальности «математика». Кандидат физико-математических наук, доктор экономических наук.
- В 1973—1978 — ассистент, старший преподаватель Псковского филиала Ленинградского политехнического института.
- В 1978—1981 — аспирант Ленинградского политехнического института.
- В 1981—1990 — доцент Псковского филиала Ленинградского политехнического института.
- В 1990—1993 — народный депутат России, председатель подкомиссии по налоговой политике, секретарь Комиссии Совета Республики по бюджету, планам, налогам и ценам.
- В 1993—1995 — директор налогового департамента АО «Центр по иностранным инвестициям и приватизации».
- В 1995—1998 — заместитель министра финансов России
- В 1998—2000 — директор Управления налогообложения фирмы «Прайсутерхаус энд Ко», ЗАО «Прайсутерхаус Куперс Аудит»
- В январе 2000 — апреле 2004 — первый заместитель министра финансов России (статс-секретарь).
- В апреле 2004 — октябре 2005 — заместитель министра финансов России
- С ноября 2005 — 18 января 2016 статс-секретарь — заместитель министра финансов России.

## Награды
- Орден «За заслуги перед Отечеством» IV степени (3 октября 2007) — за заслуги в области экономики и финансовой деятельности[3]
- Орден Дружбы (22 апреля 2013) — за достигнутые трудовые успехи и многолетнюю добросовестную работу[4]
- Медаль «Защитнику свободной России» (20 августа 1997) — за исполнение гражданского долга при защите демократии и конституционного строя 19-21 августа 1991 года[5]
- Орден Дружбы народов (8 декабря 2009, Белоруссия) — за значительный вклад в союзное строительство, укрепление дружеских отношений, единство народов Беларуси и России[6][7]
- Медаль Столыпина П. А. I степени (10 декабря 2015, Правительство Российской Федерации) — за заслуги в решении стратегических задач социально-экономического развития страны и многолетний добросовестный труд[8]
- Благодарность Президента Российской Федерации (1 сентября 2012) — за заслуги в области экономики, финансовой деятельности и многолетнюю добросовестную работу
- Медаль «За вклад в создание Евразийского экономического союза» II степени (8 мая 2015, Высший совет Евразийского экономического союза)[9]
- Лауреат Всероссийской премии финансистов «Репутация» 2014 года в номинации «За большой личный вклад в развитие евразийской экономической интеграции»[10].

## Налоговая реформа
Разработчик проекта налоговой реформы в России. По его мнению, цель налоговой реформы должна заключаться в том, чтобы, во-первых, по мере снижения обязательств государства в области бюджетных расходов снизить уровень налоговых изъятий, и, во-вторых, сделать российскую налоговую систему более справедливой по отношению к налогоплательщикам, находящимся в различных экономических условиях (в частности, ликвидировать ситуации, при которых одни налогоплательщики несут полное налоговое бремя, а другие уклоняются от налогов законными и незаконными методами), при одновременном повышении уровня её нейтральности по отношению к экономическим решениям хозяйствующих субъектов и потребителей. При этом система администрирования налогов должна обеспечивать снижение уровня издержек исполнения налогового законодательства как для государства, так и для налогоплательщиков.
Активно участвовал в реализации налоговой реформы после возвращения в министерство финансов в 2000. Автор комментариев к Налоговому кодексу Российской Федерации.

## Критика
С. Д. Шаталов указывается в качестве одного из лоббистов интересов табачных компаний. В 1997 году С. Д. Шаталов был главным гостем оплаченной крупной американской табачной компанией R.J. Reynolds поездки на конференцию по налоговой реформе в Университет Дюка в США.
В должности замминистра финансов С. Д. Шаталов является активным защитником низких акцизных ставок на табачные изделия. По словам сопредседателя Российской антитабачной коалиции Дарьи Халтуриной, продвигаемая С. Д. Шаталовым схема гармонизации акцизов на сигареты в рамках Таможенного союза России, Белоруссии и Казахстана является лоббистской схемой, придуманной табачными компаниями для того, чтобы Россия не смогла повысить акцизы на табачные изделия до европейского уровня. По словам журналиста Романа Толокнова, С. Д. Шаталов является противником предлагаемого Правительством РФ законопроекта «Об охране здоровья населения от воздействия окружающего табачного дыма и последствий потребления табака».

## Труды
- Развитие налоговой системы России. Проблемы, пути решения и перспективы. М., 2000.
- Комментарий к Налоговому кодексу Российской Федерации части первой (постатейный) (составитель и автор). М., 2003 (несколько изданий).
- Комментарий к Налоговому кодексу Российской Федерации части второй (постатейный). Главы 21-24 (составитель и автор). М., 2004. (несколько изданий).
- Комментарий к Налоговому кодексу Российской Федерации (постатейный). Глава 25. «Налог на прибыль организаций» (составитель и автор). М., 2003.